# Ictimuls
Els ictimuls o victimuls (en llatí Ictimuli o Victimuli) van ser un poble celta de la Gàl·lia Cisalpina al peu dels Alps, al territori de Vercellae.
Estrabó els anomena Ἰκτούμουλοι ('ictoumouloi'), i diu que a les seves terres hi havia mines d'or. Plini el Vell parla dels victimuli i diu que les seves mines d'or eren de les més productives d'Itàlia. Per ell se sap que es treballaven les mines en una escala tan gran que els censors van haver de redactar una llei que prohibia tenir treballant a les mines més de cinc mil homes al mateix temps.
El lloc on vivien no està indicat amb precisió per cap autor antic, però el geògraf de Ravenna situa la ciutat de Victimula (o Ictimula) prop d'Eporedia, entre Ivrea i Biella, al peu dels Alps. Es conserven restes de les mines d'or a les muntanyes properes, que sembla que es van explotar fins a l'edat mitjana.